# Giveitgasandgo
Giveitgasandgo, född 13 maj 2014 i USA, är en amerikansk varmblodig travhäst. Han inledde karriären hos tränare John Butenschoen i Nordamerika. Han har sedan tränats av Frode Hamre i Norge. Sedan november 2018 är han utlånad till Adrian Kolgjini.
Giveitgasandgo har till november 2018 sprungit in 5,5 miljoner kronor på 41 starter varav 15 segrar, 6 andraplatser och 7 tredjeplats. Han har tagit karriärens hittills största segrar i Pennsylvania Sire Stakes (2016), Fyraåringseliten (2018) och HallandsMästaren (2018). Han har även kommit på andraplats i Olympiatravet (2018).
Han deltog i världens största unghästlopp Hambletonian Stakes i augusti 2017, där han slutade på sjätteplats i finalen.